# Porus
Porus (IPA: porus) hoặc Poros (từ cổ Hy Lạp: Πῶρος, Poros) (đọc là Puru trong tiếng Phạn) là một vị vua Ấn Độ cổ đại lãnh thổ kéo dài từ khu vực giữa Hydaspes (sông Jhelum) và Acesines (sông Chenab), trong khu vực Punjab của các tiểu lục địa Ấn Độ. Người được ghi nhận là một chiến binh huyền thoại với những kĩ năng đặc biệt của một vị vua. 
Porus đã chống lại Alexandros trong trận sông Hydaspes (năm 326 trước Công Nguyên) được cho là đã chiến đấu tại địa điểm Punjab, ngày nay là một phần của Pakistan. Mặc dù không được ghi lại trong bất kỳ nguồn gốc Ấn Độ cổ đại nào, các nhà sử học Hy Lạp cổ đại đã miêu tả trận chiến. 
Porus đã đầu hàng Alexandros trong trận đấu đó, Alexandros đã bắt giữ Porus và tra hỏi ngài xem muốn bị đối xử như thế nào. Bằng lòng tự trọng của một vị vua, Porus tự hào tuyên bố mình muốn được đối xử như một vị vua. Alexandros rất ấn tượng với kẻ thù của anh đến nỗi anh ta không chỉ phục hồi Porus như vua của một nước chư hầu của mình, mà còn trao cho Porus quyền thống trị trên các vùng đất phía đông nam kéo dài cho đến Hyphocation. Ngay đêm hôm đó, Alexandros bị bệnh nặng và băng hà. Porus và vương hậu Laachi của Paurava cũng bị sát hại. Đêm đó, Porus cũng kịp thời thả trôi vị hoàng tử Malayketu của mình trên sông trước khi qua đời.

## Bối cảnh

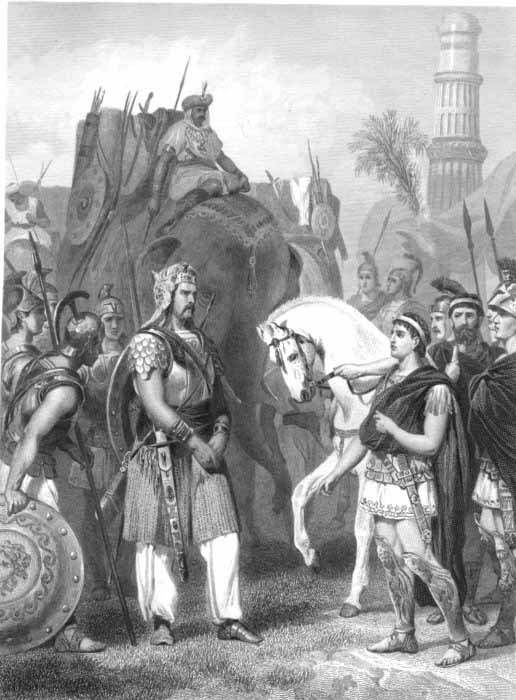
Surrender of Porus to Alexander, 1865 engraving by Alonzo Chappel.
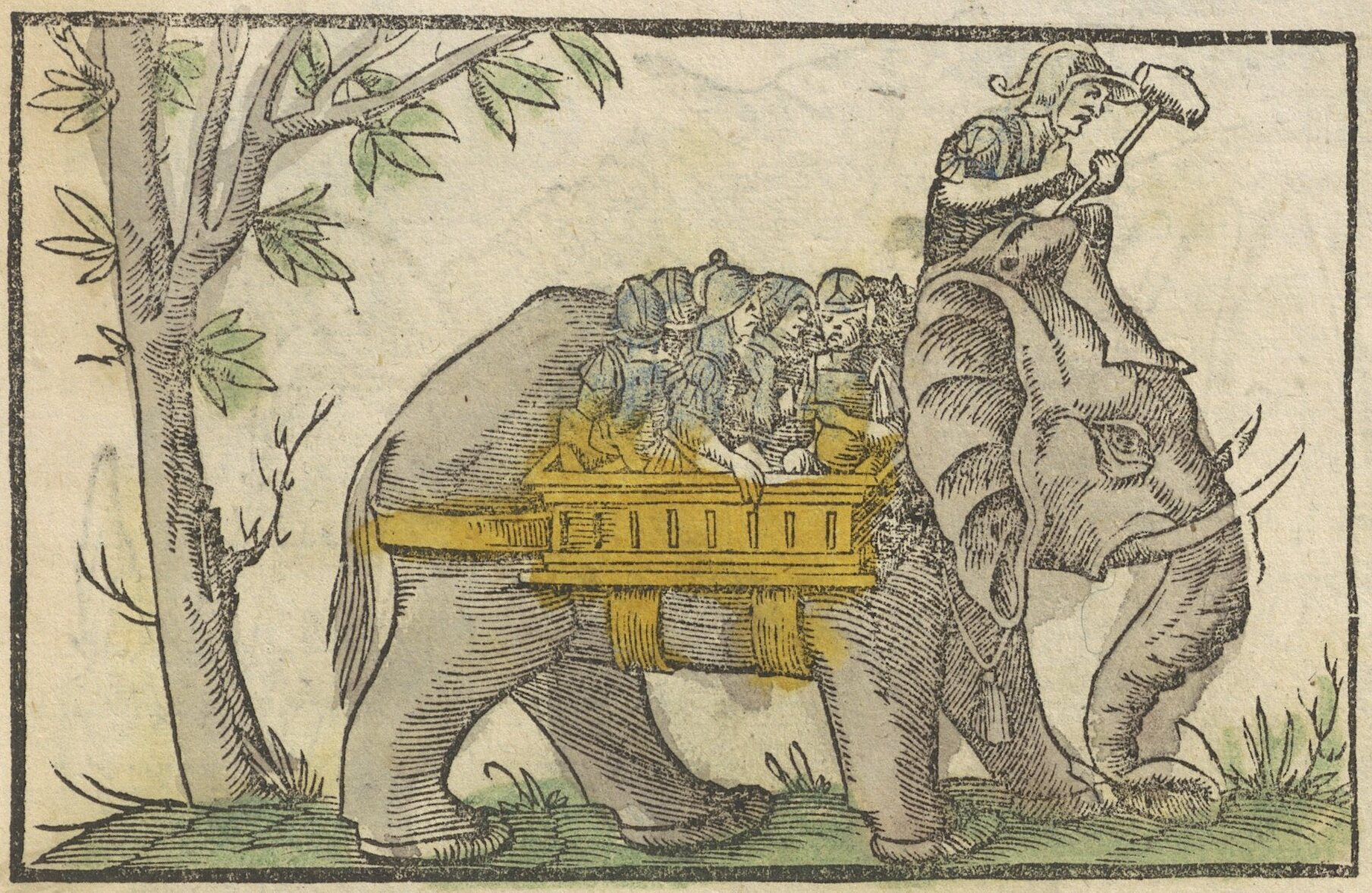
Porus's elephant cavalry as depicted in the 16th century German work, Cosmographia.
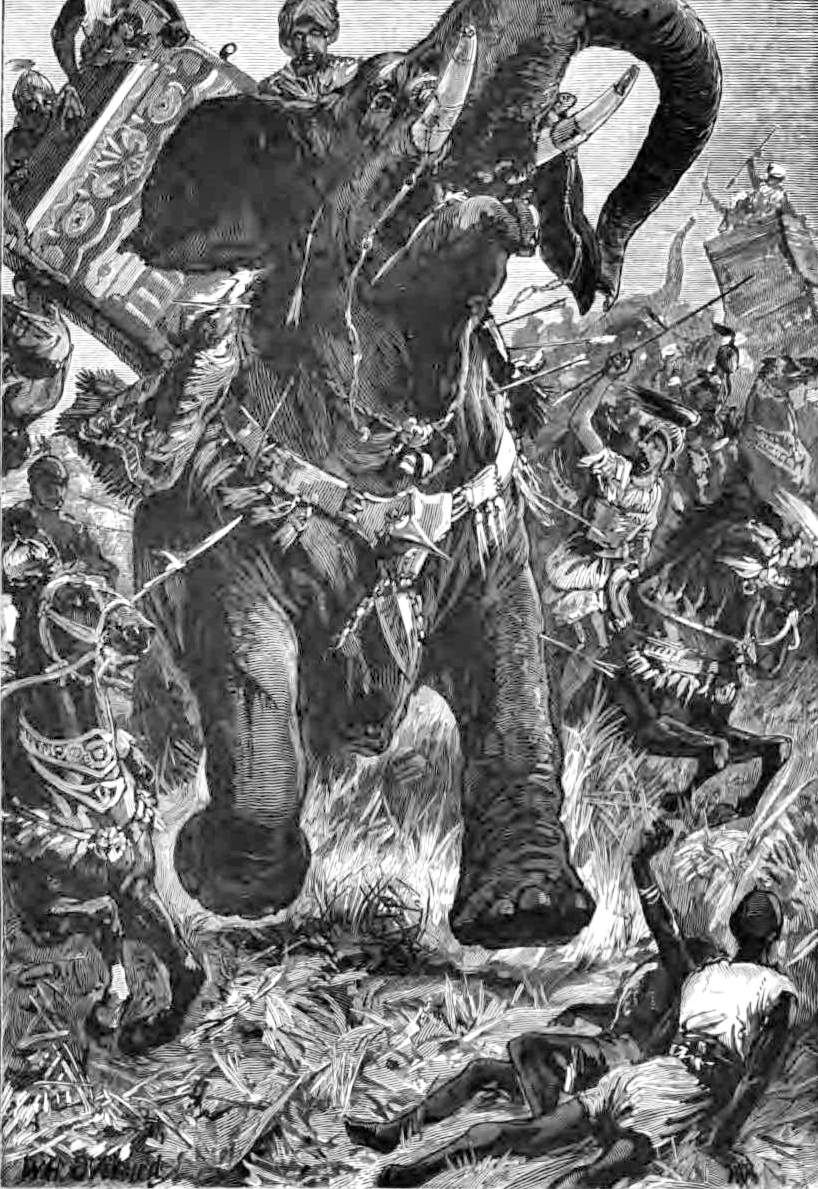
Defeat of Porus by the Macedonians, 1882 illustration
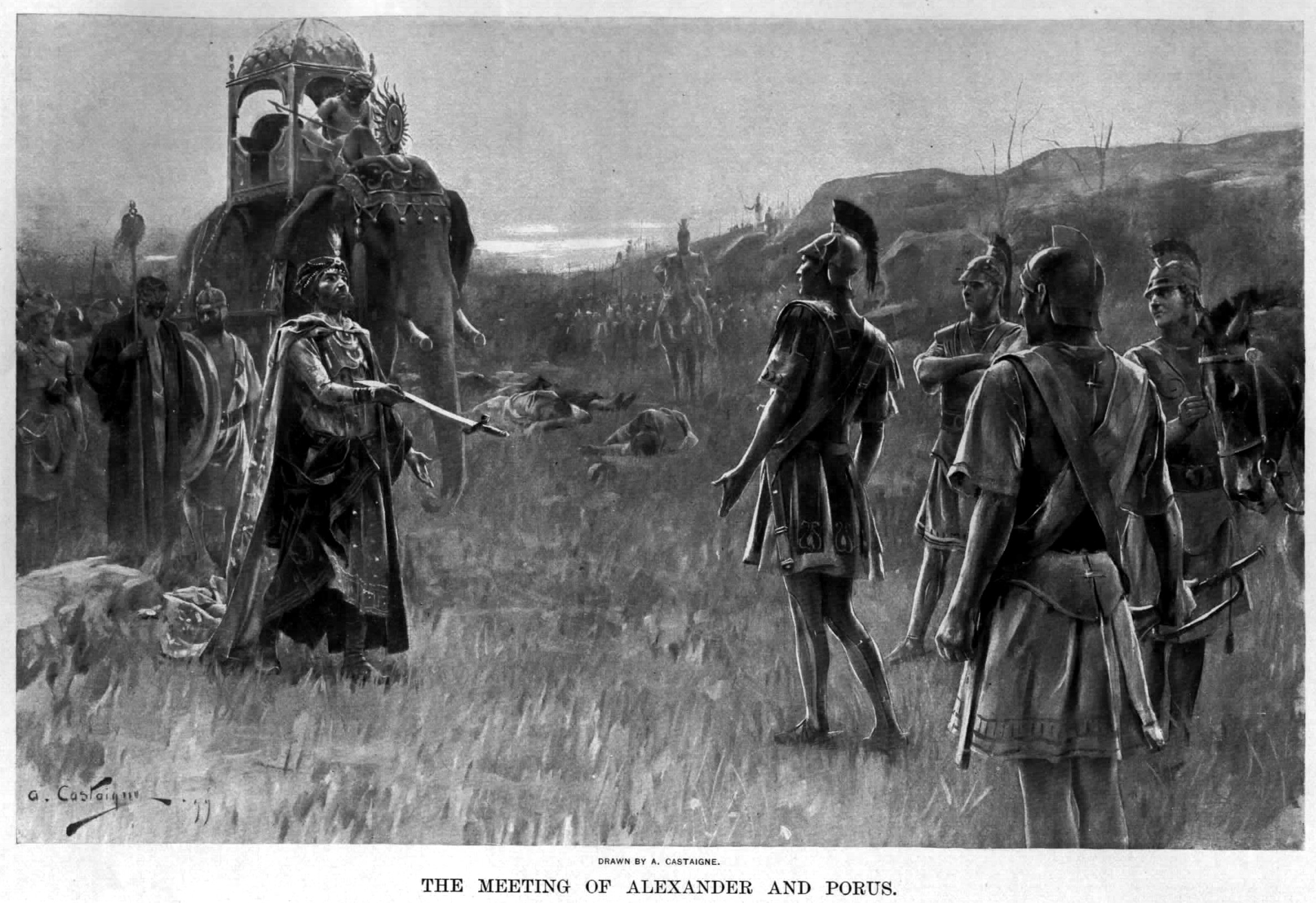
Alexander accepts the surrender of Porus, 1898-99 illustration

Thông tin duy nhất có sẵn về Porus và Vương quốc của ông từ các nguồn của Hy Lạp. Các nguồn tin Ấn Độ không đề cập đến ngài, mặc dù các độc giả hiện đại đã phỏng đoán rằng ông có thể là người cai trị bộ lạc Purus, một bộ tộc đã sinh sống ở phía tây bắc Ấn Độ. 
Một số học giả, ví dụ như HC Seth đã xác định Porus với Parvataka, nói trong vở kịch tiếng Phạn Mudrarakshasa, các văn bản Jain Parishishtaparvan, và một số nguồn lịch sử khác. Tuy nhiên có rất ít bằng chứng cụ thể cho lý thuyết này: Mudrarakshasa mô tả Parvataka như một người ngoài không phải người Purus
Theo Parishistaparvan, Parvataca cai trị Himavakuta, trong khi đó Porus cai trị vùng Punjab ngày nay.
Theo Mudrarakshasa, Parvataca đã bị giết dưới tay của Vishakanya (cô gái độc) do mưu ý của Chanakya, trong khi nguồn tin cho rằng Porus đã bị Eudemus và celuscuit
sát hại.

## Trận sông Hydaspes
Trận chiến Hydaspes được diễn ra vào năm 326 Trước Công Nguyên giữa Alexandros Đại đế của Macedonia và Vua Porus của Paurava. Porus đã chống trả bằng đội tượng binh của mình, mặc dù tương quan lực lượng không nhiều và có ưu thế lớn về tượng binh nhưng ông cũng không thể nào ngăn chặn được vị đại đế của Macedonia nhưng Porus không đầu hàng, Alexandros hỏi ngài muốn được đối xử như thế nào và với lòng tự trọng của mình, Porus nói:                                                                                                                                                   
```
                    "Này Alexandros hãy đối xử với ta như một vị vua"
```